# هارالد اشمید
هارالد اشمید (آلمانی: Harald Schmid; ۲۹ سپتامبر ۱۹۵۷) دونده اهل آلمان بود.
وی همچنین برندهٔ جوایزی همچون شخصیت ورزشی سال آلمان و برگ بوی نقره‌ای شده‌است.